# Nesiote
Nesiote (in greco antico: Νησιώτης?, Nesiótes; Atene, V secolo a.C. – dopo il 477 a.C.) è stato uno scultore ateniese.
Nesiote fu autore insieme a Crizio del gruppo dei Tirannicidi, elevato all'agorà ateniese nel 477 a.C., ed eseguì anche due ex voto ad Atena e una statua dell'oplitodromo Epicarino.
In passato Nesiote era stato considerato un soprannome dello stesso Crizio.